# Philip Fruytiers
Philip Fruytiers, flamski slikar in graver, * 1627, † 1666.
Izobražen je bil v Jezuitskem kolegiju v Amsterdamu, nato pa je deloval v Amsterdamu.